# ألستوم متروبوليس
تعد عائلة ألستوم متروبوليس الفاخرة من الوحدات الكهربائية المتعددة التي صممتها وأنتجتها شركة ألستوم الفرنسية المصنعة للعربات السككية. تم تصميمها لأنظمة البنية التحتية للنقل السريع أو المترو ذات السعة العالية. يمكن تشغيل القطارات في تكوينات مختلفة، ويتراوح الطول وحده ما بين سيارتين إلى عشر سيارات؛ كما أنها مناسبة للرحلات ذات القيادة المأهولة أو غير المأهولة.
تم تصنيع أكثر من 4000 عربة متروبوليس، ويخدم هذا النوع الفاخر مع 50 مشغلًا موزعين في جميع أنحاء العالم. من ضمن المدن التي تشغل متروبوليس سنغافورة ، شنغهاي ، بودابست ، وارسو ، نانجينغ ، القاهرة، مونتريال ، بوينس آيرس ، ساو باولو ، ليما ، سانتياغو ، برشلونة ، غوادالاخارا ، اسطنبول ، سانتو دومينغو ، تشيناي ، كوتشي ، دبي ، لكناو ، سيدني ، أمستردام ، شيامن ، هانوي ، والرياض.

## ميزات التصميم
تتميز عائلة متروبوليس من الوحدات الكهربائية المتعددة من شركة ألستوم بقدرتها العالية على التكيف؛ حيث يمكن أن يختلف الهيكل الأساسي بشكل كبير في الحجم بين التكوينات الصغيرة والمتوسطة والواسعة لتلبية مجموعة متنوعة من احتياجات العملاء. يتم نشر مجموعة قطار نموذجية في ترتيب يتراوح من اثنتين إلى ست عربات. تمتاز عربات متروبوليس بالراحة والهدوء والفخامة في التصميمات المختلفة على مدى الإصدارات السابقة. تم تصميم متروبوليس ليكون أكثر مرونة وموثوقية، ويتضمن مستويات عالية من التكنولوجيا للقيام بذلك. تم تصميمه لسرعة قصوى تصل إلى 120 كم/س (75 ميل/س) ، وهو ما يعتبر كافياً لاستخدامه في أنظمة النقل الجماعي داخل المدن. يشتمل نظام الدفع على محرك ONIX (ONduleur à Intégration eXceptionnelle) أو محرك OPTONIX VVVF مع ترانزستورات IGBT التي تتحكم في محركات الجر غير المتزامنة ثلاثية الطور ذات التيار المتردد (AC). من بين القدرات الأخرى، يتيح هذا الترتيب الكبح المتجدد ، مما يقلل من استهلاك القطارات للطاقة الكهربائية.
يمكن تشغيل متروبوليس كجزء من نظام قيادة آلية كاملة، ما يتيح للقطار الحصول على وظيفة تشغيل بدون قيادة أو مراقبة بشرية مباشرة(UTO). ولتحقيق هذه الغاية، تقدم شركة ألستوم عادةً قطارات متروبوليس كعنصر واحد من نظام جاهز للاستخدام بالكامل، بما في ذلك مجموعة القطارات نفسها إلى جانب نظام الإشارات وأعمال المسارات والخدمات. وقد قام العديد من المشغلين بشراء القطار بهذا التكوين، بما في ذلك مترو سيدني (أول شبكة سكك حديدية ذات قيادة آلية بالكامل في أستراليا) ومترو بودابست (أول خط مترو ذو قيادة آلية في وسط وشرق أوروبا).
يمكن تعديل هيكل العربات بشكل كبير، حيث يتكون من الألومنيوم أو الفولاذ المقاوم للصدأ ، بينما يمكن أن يتراوح العرض من2.30–3.2 م (7 قدم 6 1⁄2 بوصة–10 قدم 6 بوصة) والطول من13–25 م (42 قدم 7 3⁄4 بوصة–82 قدم 1⁄4 بوصة) . كما يمكن تزويد القطارات بعجلات معدنية أو إطارات مطاطية ، وذلك حسب متطلبات العميل وبيئة عمل القطار. كمعيار أساسي، تتميز كل قطارات متروبوليس بشبكة إيثرنت على متن القطار، ما يوفر اتصالات مباشرة بلأنظمة الفرعية، بما في ذلك أجهزة الأمن، ونظام مخاطبة عامة اختياري، ومعدات معلومات الركاب؛ يتم تنظيمها في وحدات متكاملة داخل أنظمة الأمن والاتصالات على متن القطار. لتسهيل الصيانة، يتوافق قطار متروبوليس مع أداة تتبع القطار المتوفرة عبر الإنترنت، والتي تراقب المكونات الرئيسية لكل قطار ويمكنها عرض معلومات الحالة في الوقت الفعلي للقطارات العاملة وللمستودعات ومراكز التحكم الرئيسية على حد سواء.
يمكن أيضًا تخصيص التصميم الداخلي وفقًا لمتطلبات العميل. وتشمل الميزات الاختيارية دوائر الكاميرات التلفزيونية (CCTV)، ومقاعد أوسع، ومقابض إضافية، والمزيد من المساحات، وكذلك مساحة للكراسي المتحركة، وتجهيزها بشاشات إلكترونية - وعادة ما تستخدم الأخيرة لعرض معلومات الرحلة ورسائل السلامة والإعلانات. يمكن تخصيص حجم الأبواب مع عرض الممرات، بينما يتم عادةً تركيب ترتيبات جلوس معيارية . يتم استخدام زجاج متخصص يسمى كليمافيت للنوافذ، ويتم توفيره من قبل الشركة الفرنسية سان جوبان للسيكوريت؛ ومن أهم مميزاته تقليل مستوى الضوضاء الداخلية بمقدار خمسة ديسيبل .

## عمليات النشر الرئيسية
خلال شهر يوليو 2006، تم توقيع عقدًا أوليًا لتوريد 19 قطارًا من طراز متروبوليس لتجهيز الخط الأول من مترو سانتو دومينجو مع شركة ألستوم؛ وقد تم الإتفاق على أن هذه القطارات تكون متطابقة مع سلسلة 9000 في مترو برشلونة باستثناء اللون المطبق. وفي يناير 2011، تم الإعلان عن شراء 15 قطارًا إضافيًا من شركة ألستوم للخط الثاني. خلال شهر مارس 2012، تم تسليم أول قطارات الخط الثاني للمشغل.
في فبراير 2010، حصلت شركة ألستوم على طلب بقيمة 253 مليون دولار (200 مليون يورو) من شركة GVB لشراء 23 قطارًا من طراز متروبوليس M5 كل قطار مكون من ست عربات لمترو أمستردام . وبعد ثلاث سنوات، تبع ذلك طلب إضافي بقيمة 42 مليون يورو (53 مليون دولار) لخمسة قطارات أخرى. تم تصميمها لحمل ما يصل إلى ألف راكب لكل قطار/الرحلة، وقد حلت محل جميع قطارات M1-M3 القديمة على الخط الشرقي بالإضافة إلى زيادة السعة الإجمالية، حيث يتم استخدامها على جميع الخطوط باستثناء الخط 51.
في مارس 2012، وضعت هيئة النقل البري في سنغافورة طلبًا بقيمة 303 مليون دولار لتوريد 34 قطار متروبوليس، 18 منها مخصصة لخط الشمال الشرقي (NEL) بينما تم تخصيص القطارات الـ 16 المتبقية للخط الدائري (CCL). علاوة على ذلك، تم تضمين تحديث وتطوير نظم الإشارات بكلا الخطين أيضًا.
تم طلب 15 قطار متروبوليس ذاتي القيادة لمترو بودابست في المجر. خلال شهر مارس 2014، بدأت عمليات من هذا النوع على خط المترو الرابع تحت الأرض، ليصبح بذلك أول خط مترو آلي في وسط وشرق أوروبا.
في عام 2010، حصلت شركة ألستروم على صفقة كبيرة، تقدر قيمتها بحوالي 307 مليون دولار (243 مليون يورو)، من أجل توريد 42 قطار للمرحلة الأولى من مترو تشيناي . تم استيراد أول تسعة قطارات من البرازيل وتم تصنيع القطارات المتبقية في منشأة جديدة تم إنشاؤها في مدينة سري ، تادا على بُعد 75 كيلومتر (47 ميل) من تشيناي. القطارات مصممة بتكييف الهواء وأبواب منزلقة أوتوماتيكية تعمل بالكهرباء ونظام فرامل متجدد. تعمل العربات على تيار متردد 25 كيلو فولت من خلال نظام توصيل كهربي علوي بسرعة قصوى تبلغ 80 كيلومتر في الساعة (50 ميل/س) . في يوليو 2014، سلمت شركة ألستوم أول قطارين متروبوليس، وهي أول قطارات يتم تصنيعها في مصنع ألستوم الجديد في الهند.
خلال شهر سبتمبر 2014، حصلت شركة ألستوم على عقد كبير لتجهيز مترو سيدني الشمالي الغربي ، ليصبح أول شبكة سكك حديدية ذاتية القيادة بالكامل في أستراليا. تضمنت الصفقة إنتاج وتوريد 22 قطار متروبوليس سداسي العربات، بالإضافة إلى البنية الأساسية لإشارات التحكم في القطارات القائمة على الاتصالات (CBTC) لتسهيل عملياتها الآلية.
في 2013، اتفقت السعودية على صفقة لإنتاج قطارات متروبوليس وموفيا لصالح مشروع مترو الرياض الوليد، وبالفعل بدأت ألستوم في 2015 ببولندا تصنيع القطارات والتي جرى تشغيلها تجريبيًا في أواخر 2024.
في نوفمبر 2020، حصلت ألستوم على عقد لتوفير 20 قطار متروبوليس بقيادة آلية لخط مترو أثينا رقم 4 ، المخطط افتتاحه في 2028.
في نفس الفترة، حصلت شركة ألستوم على طلب لشراء 13 قطارًا من طراز متروبوليس BM4 بست سيارات لاستخدامها على خط مترو بوخارست M5، مقابل 100 مليون يورو، وسيتم توسيع الطلب إلى 240 مليون يورو لشراء 17 قطارًا إضافيًا. كما سيتم تجهيزها أيضًا بنظام URBALIS 400 CBTC من شركة ألستوم على متنها لتشغيل STO.
في نوفمبر 2021، وقعت الهيئة القومية المصرية للأنفاق عقدًا مع شركة ألستوم لتوريد 55 قطار متروبوليس فاخر مكيف الهواء للخط الأول من مترو القاهرة الكبرى. ويتكون كل قطار من تسع عربات فاخرة، وقد بدأ التسليم في مايو 2025.
ويتضمن العقد المصري، الذي تقدر قيمته بنحو 876 مليون يورو، أيضًا خدمات الصيانة طويلة الأجل والدعم الفني، بالإضافة إلى الإلتزام بالتوطين الكامل للتصنيع في المجمع الصناعي الجديد لشركة ألستوم في برج العرب بالإسكندرية بالإضافة للتدريب الكامل للمهندسين والفنيين والمصممين المصريين. وتعتبر هذه الصفقة امتدادًا للتعاون طويل الأمد بين مصر وشركة ألستوم والثقة التي يعود تاريخها إلى عام 1971.

## أنواع مختلفة من المركبات المتحركة

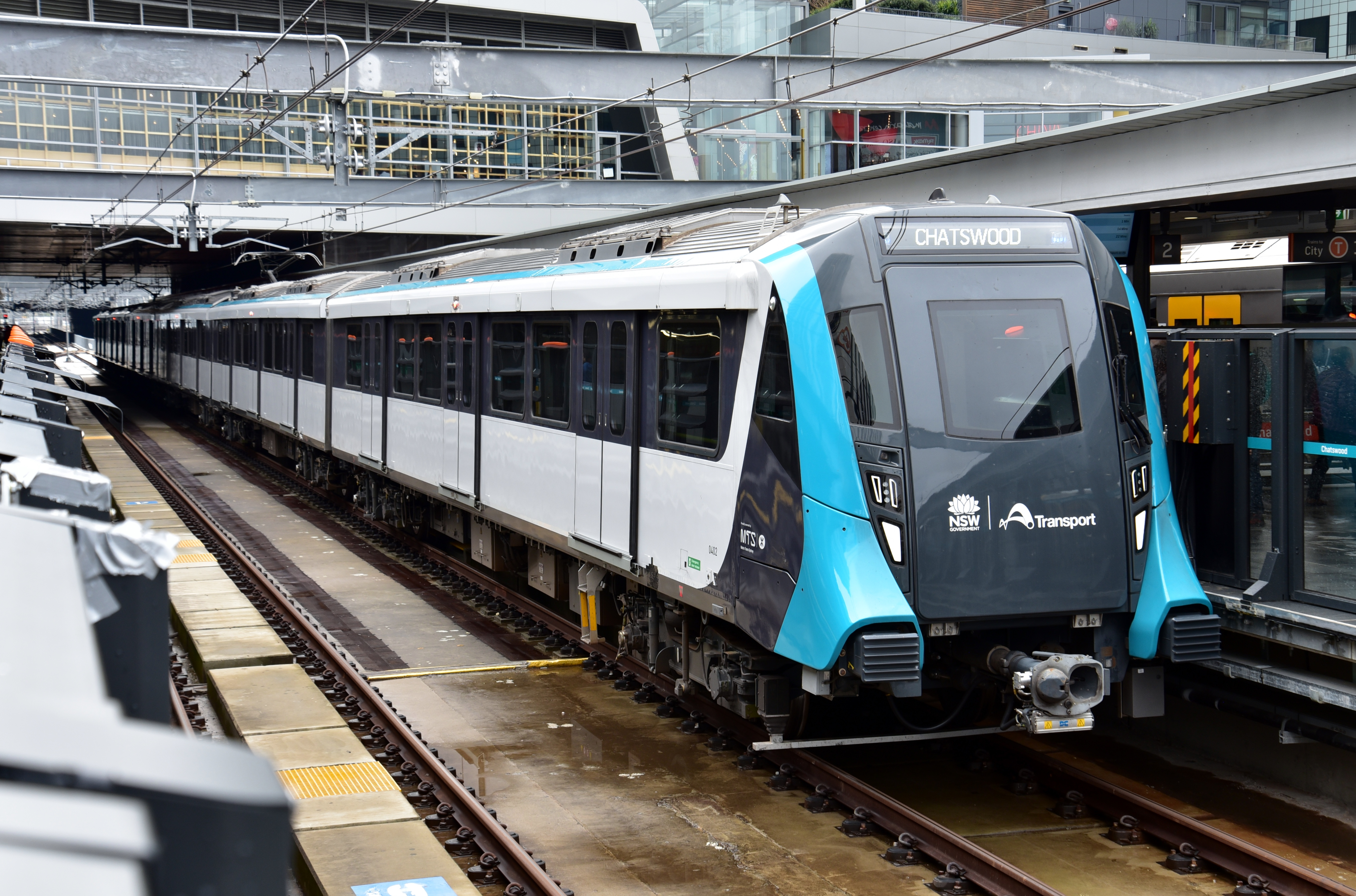
قطار متروبوليس على سكة مترو سيدني

- لسنغافورة
  - ألستوم متروبوليس C751A
  - ألستوم متروبوليس C830
  - ألستوم متروبوليس C830C
  - ألستوم متروبوليس C751C
  - ألستوم متروبوليس C851E
- إلى وارسو
  - ألستوم متروبوليس 98 ب
- لبرشلونة
  - سلسلة مترو برشلونة 7000
  - سلسلة مترو برشلونة 8000
  - سلسلة مترو برشلونة 9000
- إلى بوينس آيرس
  - سلسلة مترو أنفاق بوينس آيرس 100
  - سلسلة مترو أنفاق بوينس آيرس 300
- إلى بوخارست
  - ألستوم متروبوليس BM4
- لباريس
  - MP 89
  - MF 01 (MF 2000)
  - MP 05
  - MP 14
  - MR3V/MR6V
  - MRV
  - م ف 19

- إلى سانتياغو
  - ن س 93
    - AS 2002
    - NS-2004
- إلى بودابست
  - AM5-M2
  - AM4-M4
- إلى اسطنبول
  - AM4 (نفقات عامة) لـ M3
- لأمستردام
  - سلسلة M5
- لسيدني
  - أسهم متروبوليس
- لمونتريال
  - ألستوم متروبوليس سان لوران
- إلى كاراكاس
  - ألستوم متروبوليس S90000

## معرض الصور

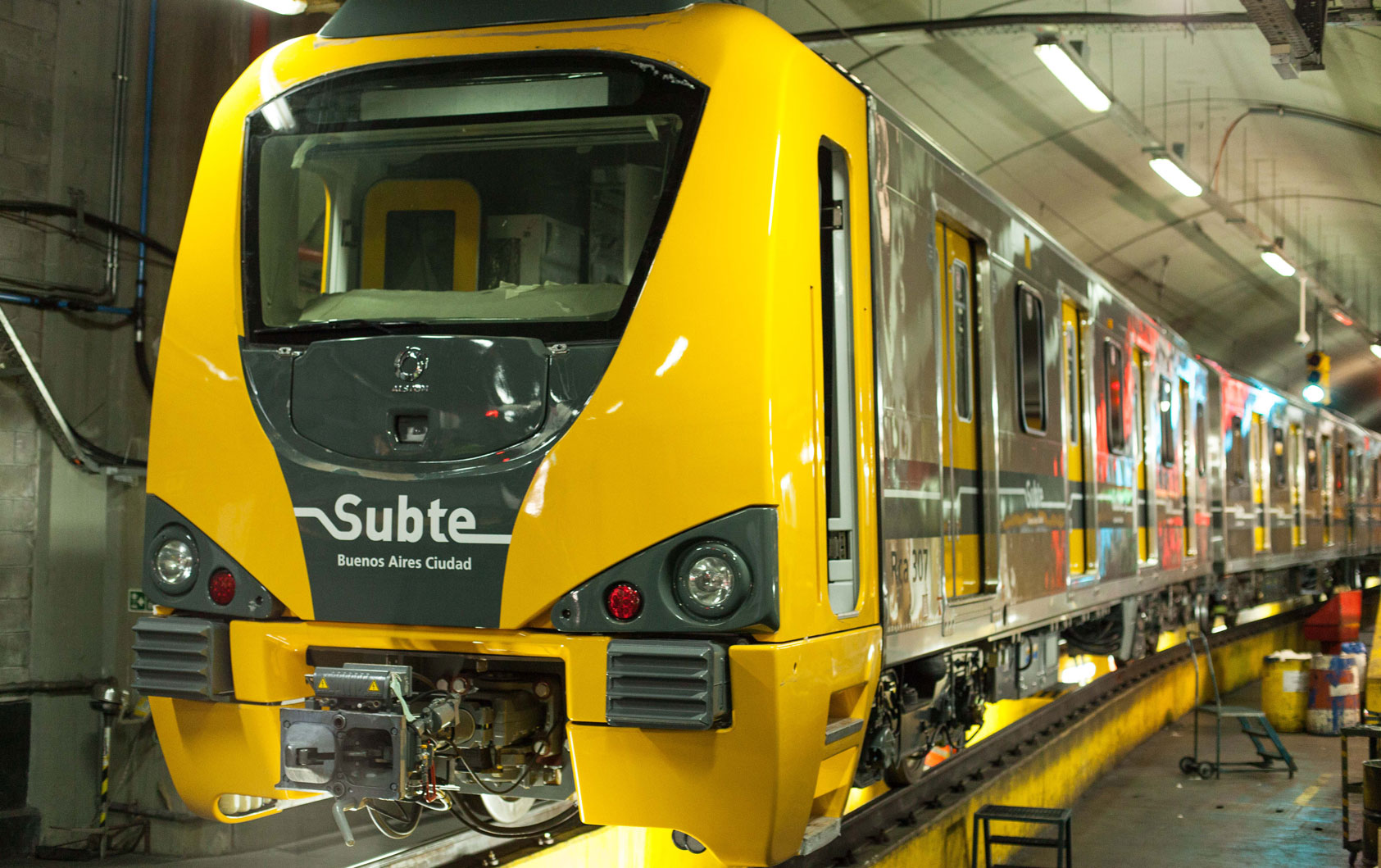
متروبوليس بمترو أنفاق بوينس آيرس 300
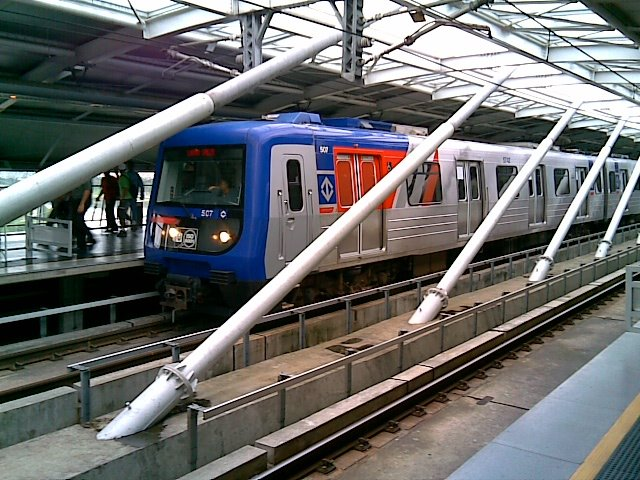
متروبوليس في مترو ساو باولو
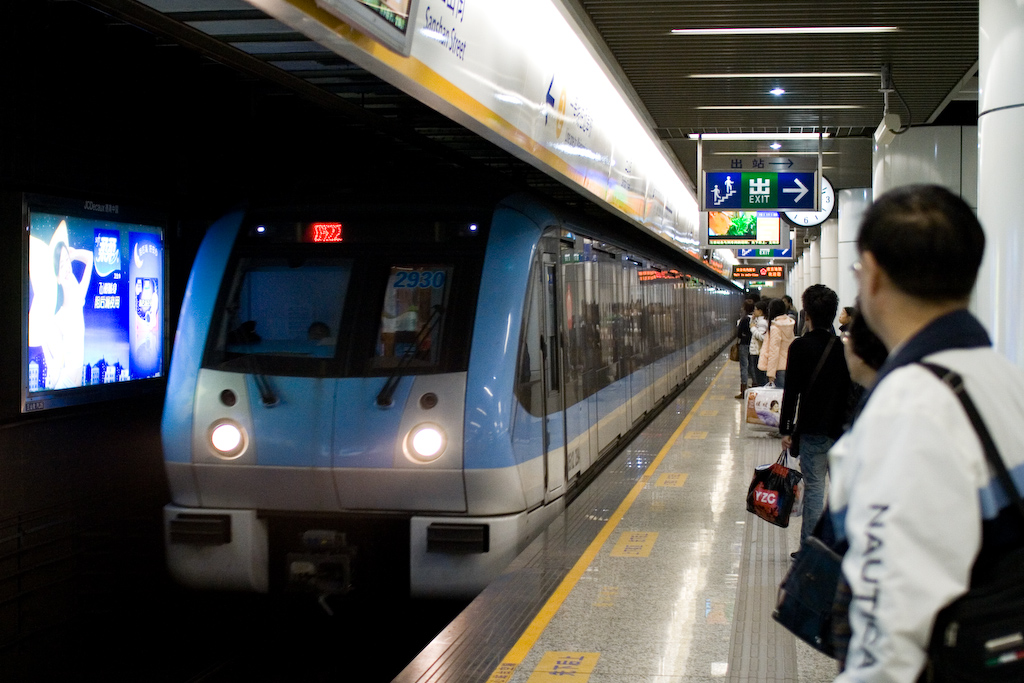
متروبوليس في نانجينغ الكبرى، الصين
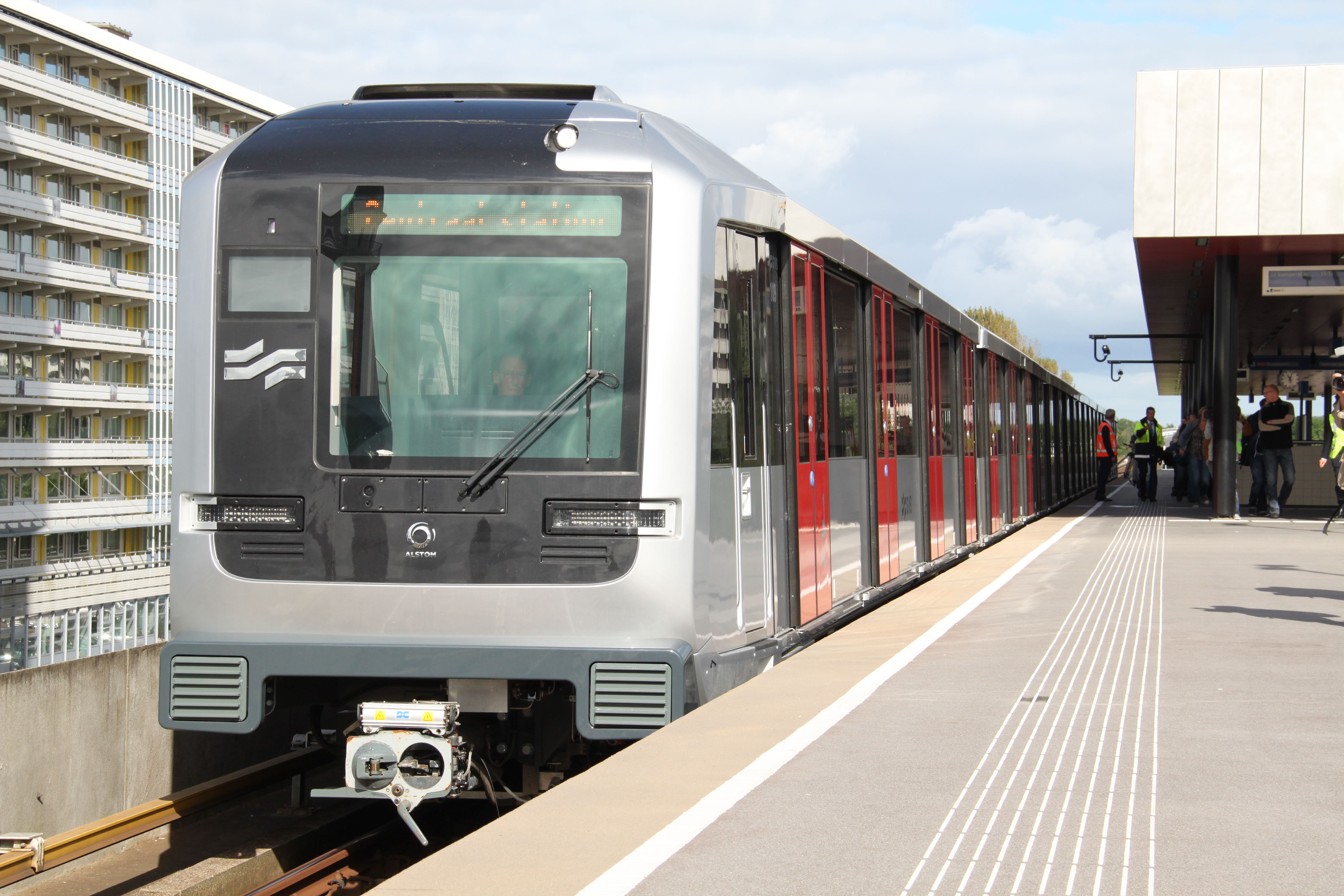
متروبوليس أمستردام M5
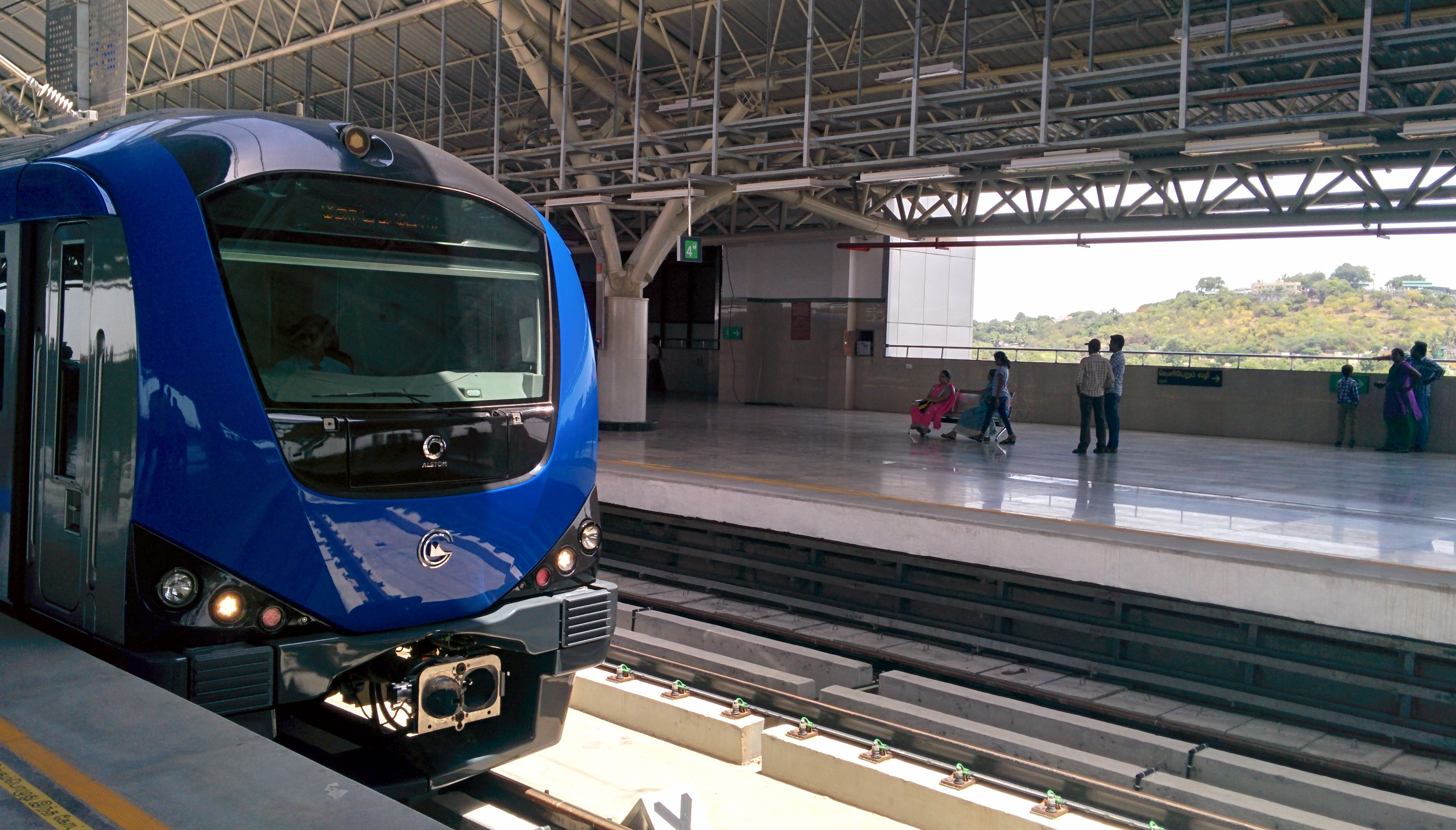
متروبوليس في مترو تشيناي
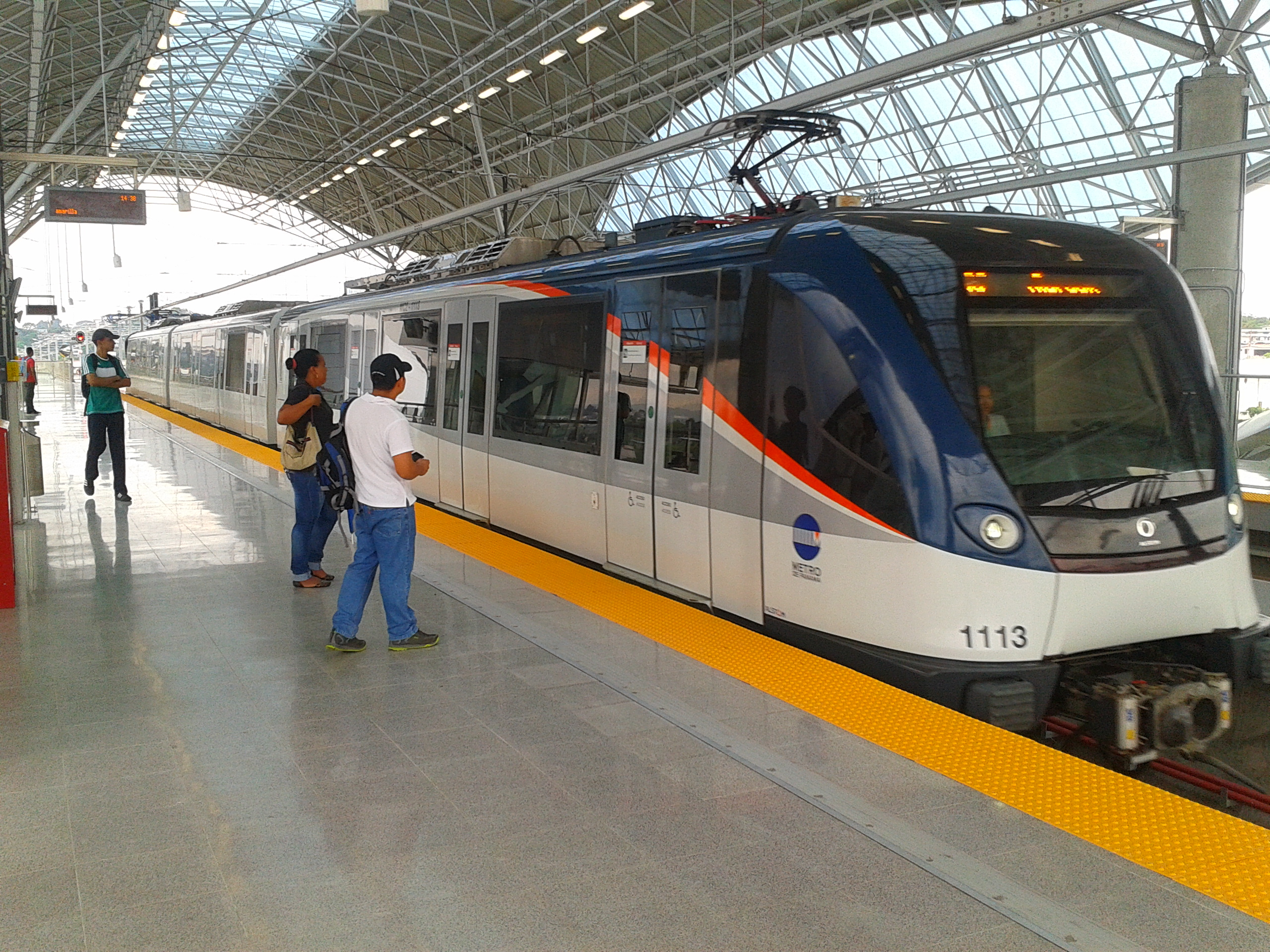
متروبوليس في مترو بنما
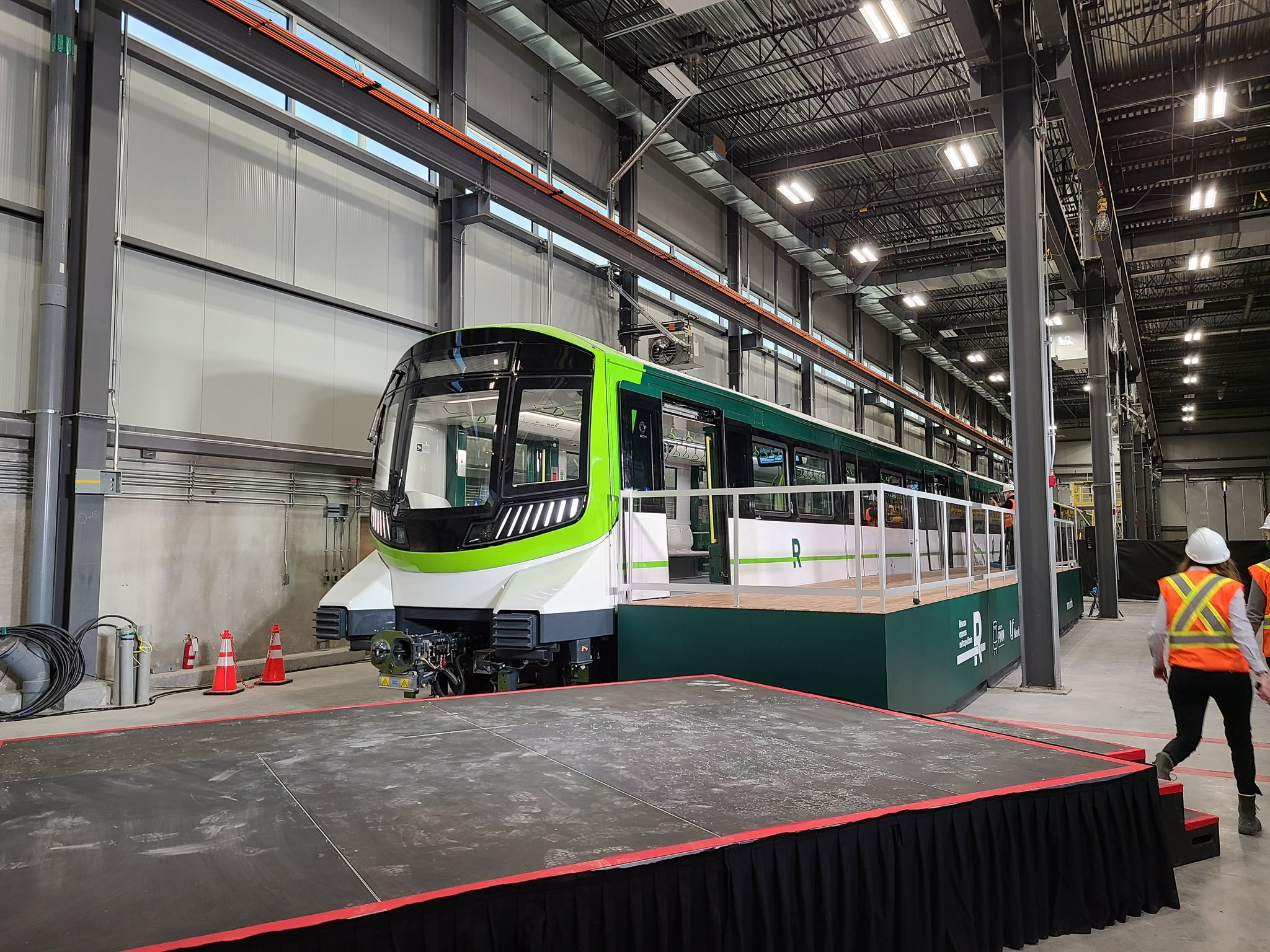
مونتريال REM
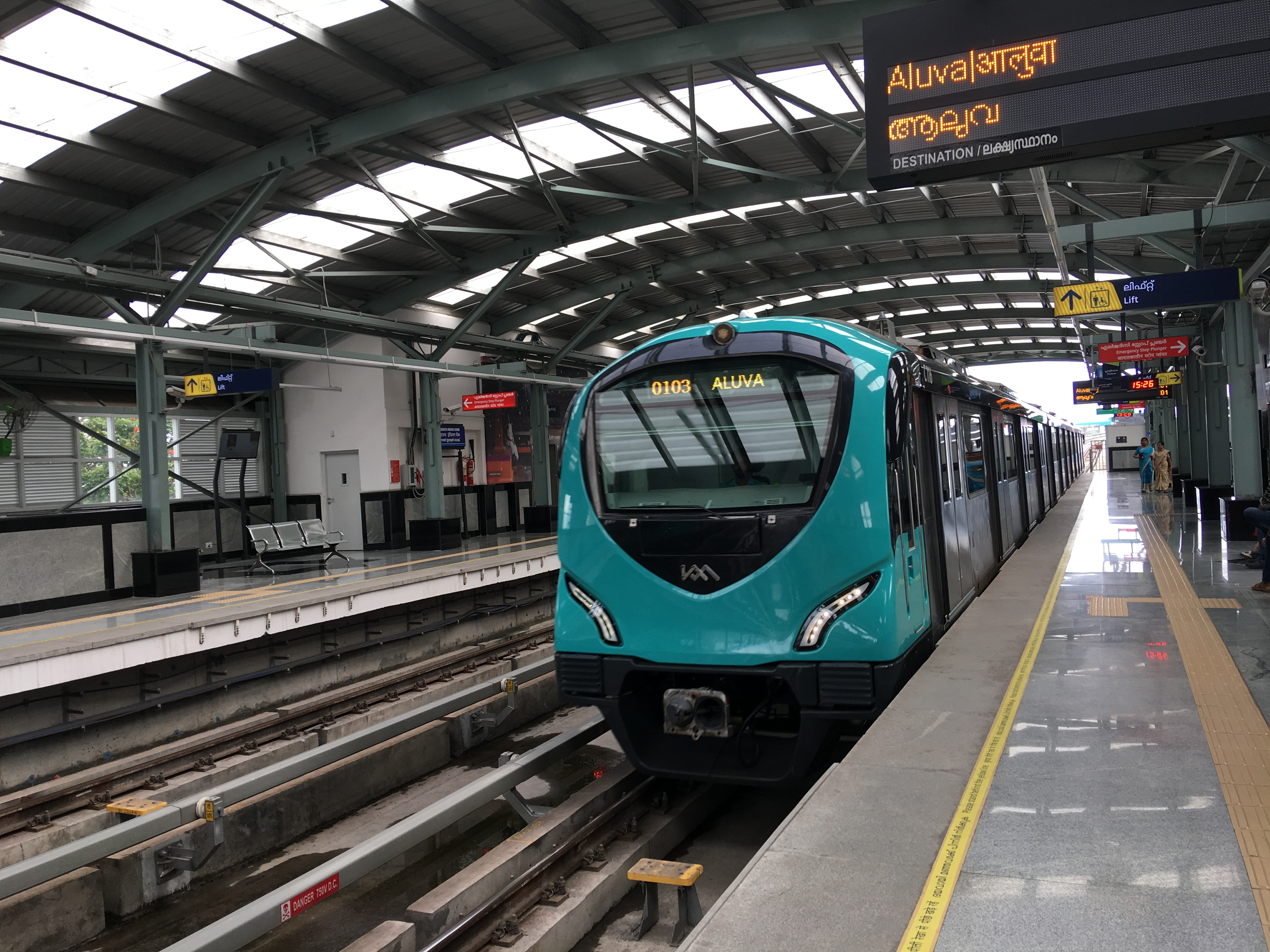
مترو كوتشي

## الأنظمة التي تستخدم سيارات متروبوليس
- مترو القاهرة (أستقبل القطار الأول "تحت الاختبار" مايو 2025)

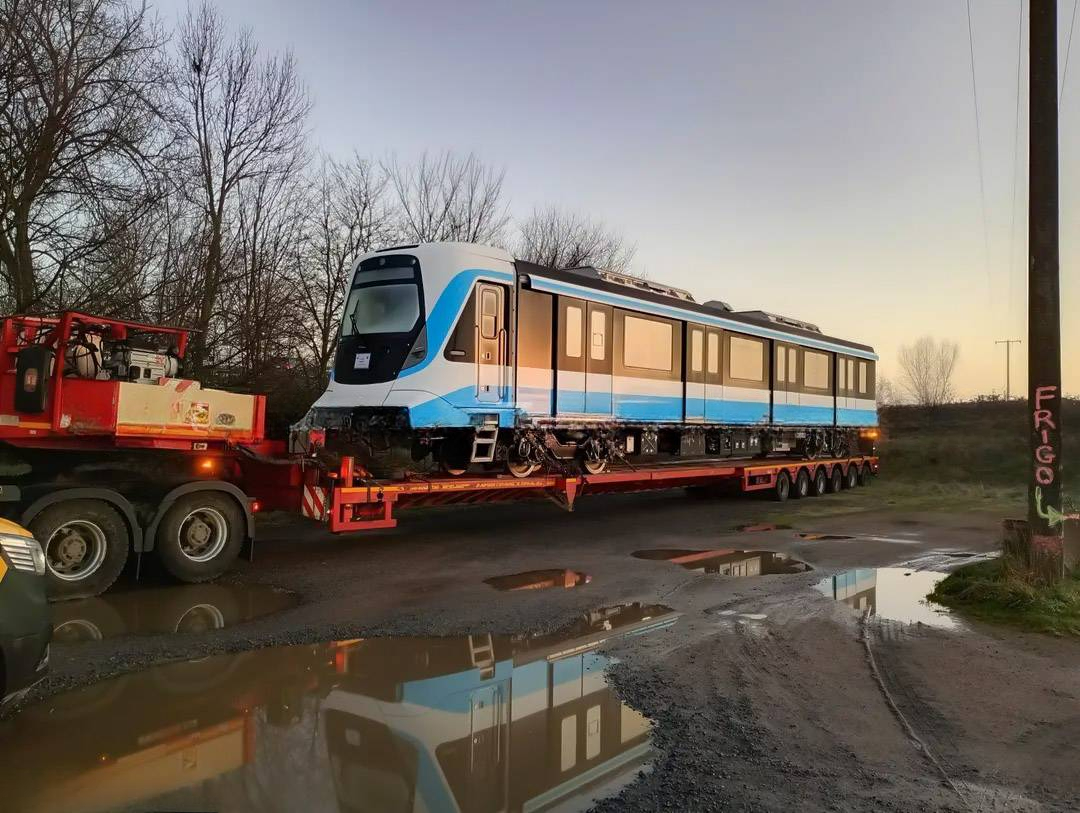
خلال شحن قطارات متروبوليس الفاخرة بفرنسا للعمل على شبكة مترو القاهرة الكبرى، 2025

- مترو أبيدجان (ابتداءً من عام 2028)
- مترو أمستردام
- مترو أثينا (ابتداءً من عام 2030)
- مترو بغداد (ابتداءً من عام 2027)
- مترو برشلونة
- مترو بوخارست (يبدأ في الربع الرابع من عام 2023، تم بناؤه في تاوباتي )
- مترو بودابست
- مترو أنفاق بوينس آيرس
- مترو كاراكاس
- مترو تشيناي

- مترو دبي

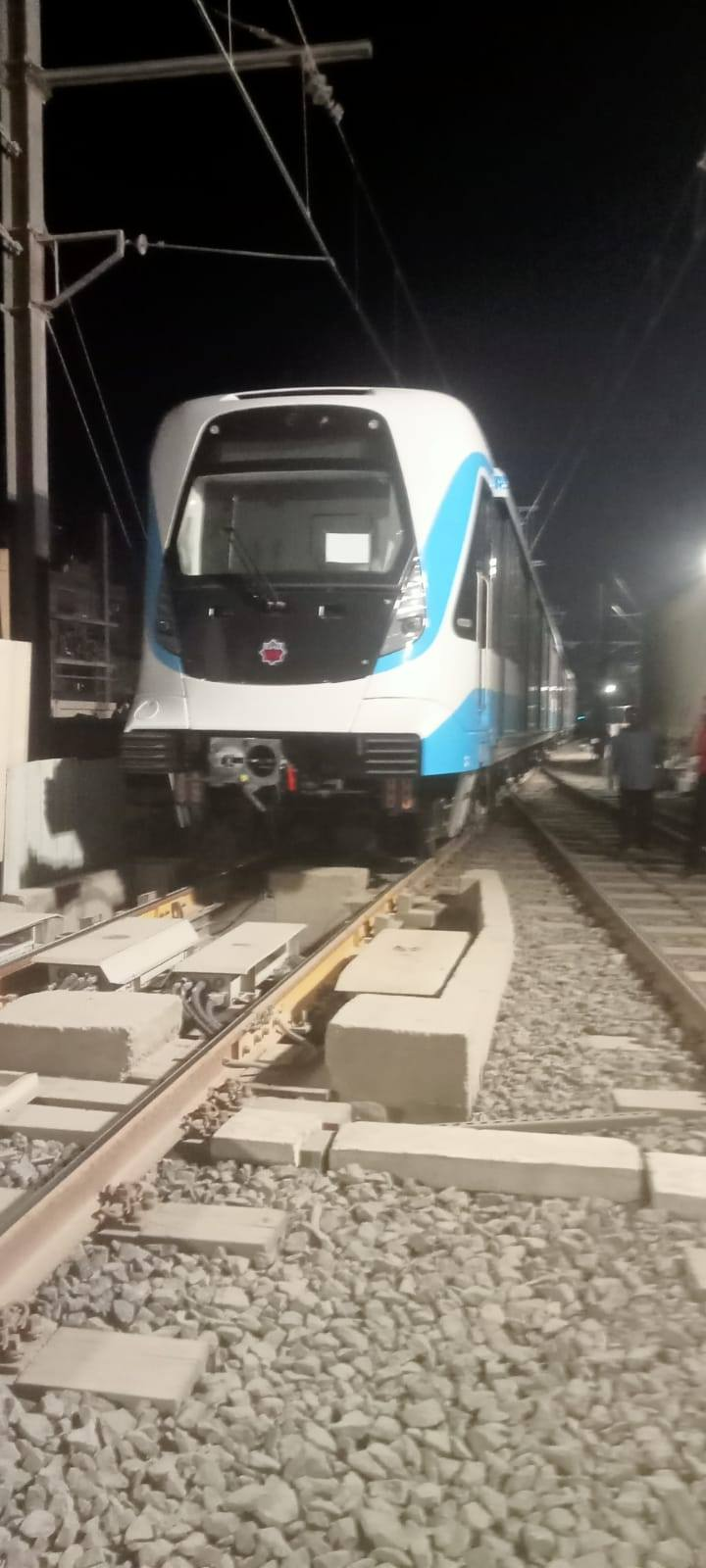
أول قطار متروبوليس يعمل على الخط الأول لمترو القاهرة الكبرى (تم التقاط الصورة أثناء التشغيل التجريبي، مايو 2025)

- مترو دلهي (يبدأ في عام 2026، ويستقبل أول مجموعة قطارات)
- مترو المنطقة الفيدرالية (البرازيل)
- خط غوادالاخارا SITEUR رقم 3
- مترو هانوي الخط 3
- مترو اسطنبول
- مترو كوتشي
- مترو ليل (ابتداءً من عام 2026)
- مترو ليما
- مترو لوس تيكيس
- مترو لكناو
- مونتريال REM
- مترو مومباي الخط 3
- مترو نانجينغ
- مترو بنما
- مترو باريس
- مترو بوني الخط 3
- مترو الرياض، بدأ التصنيع في ٢٠١٥،[14] وتم التوريد في أواخر ٢٠٢٤[15]
- مترو سانتياغو
- مترو سانتو دومينغو
- مترو ساو باولو
- قطارات ساو باولو متروبوليتان (بدءًا من عام 2023، تم بناء 20 مجموعة في تاوباتي )
- مترو شنغهاي
- مترو سنغافورة
- مترو سيدني
- مترو تايبيه (بدءًا من عام 2023، تم بناؤه في تاوباتي ) [16][17][18]
- مترو وارسو

## المصانع الرئيسية
- فرنسا: فالنسيان
- بولندا: ألستوم كونستال في تشورزو
- البرازيل: لابا [19]
- مصر: برج العرب ، الإسكندرية (يبدأ الإنتاج الفعلي في نهاية عام 2026) [20][21][22][23][24]
- الهند: سري سيتي ، أندرا براديش
- الصين:
  - CRRC Nanjing Puzhen في نانجينغ
  - شانغاهاي ألستوم (بين ألستوم وكهرباء شنغهاي) في شنغهاي
- إسبانيا: سانتا بيربيتوا دي موغودا

## أنظر أيضًا
- ألستوم
- سيمنز
- نظام النقل السريع

## روابط خارجية
- شركة ألستوم للنقل
- متروبوليس، مزيج رائع بين التوحيد القياسي والتخصيص
- متروبوليس، مزيج رائع بين التوحيد القياسي والتخصيص
- مترو أوتوماتيكي بالكامل